# Bežanickij rajon
Il Bežanickij rajon (in russo Бежаницкий район?) è un rajon dell'Oblast' di Pskov, nella Russia europea. Istituito nel 1927, il cui capoluogo è Bežanicy.